# Щегли
Щегли́ — деревня в Струго-Красненском районе Псковской области России. Входит в состав сельского поселения «Новосельская волость».

## География
Находится на северо-востоке региона, в юго-западной части района, в лесной местности, вблизи р. Пскова и р. Лука (Ефимов, Фёдоров, 2015). Произрастает сосна, берёза.
Уличная сеть не развита.
На южной окраине села — братская могила.

## История
Первое упоминание — 1585-87 гг. как дер. Щеглино Моложанской губы Заклинской засады.
В 1941—1944 гг. оккупирована фашистами.
Согласно Закону Псковской области от 28 февраля 2005 года деревня Щегли вошла в состав образованного муниципального образования Новосельская волость.

## Население
| 2001 | 2002 | 2010 | 2011 |
| ---- | ---- | ---- | ---- |
| 18   | ↘14  | ↘4   | ↗11  |

в 1838 г. — 89 жит., в 1882 г. — 34 хоз. и 188 жит., в 1911 г. — 215 жит., в 1926 г. — 34 хоз. и 169 жит. (хутора при дер. — 19 хоз. и 112 жит.), в 1928 г. — 355 жит., в 1939 г. — 43 дв., в 1948 г. — 27 хоз. и 82 жит., в 1958 г. — 20 хоз. и 58 жит., 1965 г. — 24 хоз. и 63 жит., в 1975 г. — 19 хоз. и 47 жит., в 2001 г. — 18 жит., в 2002 г. — 14 жит., в 2010 г. — 4 жит., в 2013 г., в 2014 и в 2015 гг. — 5 хоз. и 9 жит.; в 2013 г. — 21 дом, в 2014 г. — 21 дом, из них — 16 дачных и
заброшенных домов (Ефимов, Фёдоров, 2015).

## Инфраструктура
Щегольская начальная школа (1941).
В 1930-41 гг., 1944-50 гг. — действовал колхоз «Пробуждение». В 1950-58 гг. — бригада Щегли колхоза имени Мичурина (Ефимов, Фёдоров, 2015).

## Транспорт
Просёлочные дороги, одна из них к д. Моложане.